# Mörttjärnen (Arvidsjaurs socken, Lappland, 729665-167748)
Mörttjärnen är en sjö i Arvidsjaurs kommun i Lappland och ingår i Piteälvens huvudavrinningsområde. Sjön har en area på 0,034 kvadratkilometer och ligger 355,1 meter över havet.

## Delavrinningsområde
Mörttjärnen ingår i det delavrinningsområde (729816-167757) som SMHI kallar för Utloppet av Övre Lomselet. Medelhöjden är 360 meter över havet och ytan är 23,14 kvadratkilometer. Räknas de 9 avrinningsområdena uppströms in blir den ackumulerade arean 121,31 kvadratkilometer. Vistån (Kvarnbäcken) som avvattnar avrinningsområdet har biflödesordning 2, vilket innebär att vattnet flödar genom totalt 2 vattendrag innan det når havet efter 143 kilometer. Avrinningsområdet består mestadels av skog (83 procent). Avrinningsområdet har 0,61 kvadratkilometer vattenytor vilket ger det en sjöprocent på 2,5 procent.